# نارسیسو لوباسا
نارسیسو لوباسا (انگلیسی: Narciso Lubasa؛ زادهٔ ۷ مارس ۱۹۸۹) بازیکن فوتبال اهل آلمان است.
از باشگاه‌هایی که در آن بازی کرده‌است می‌توان به باشگاه فوتبال اوردینگن ۰۵ و باشگاه فوتبال آلمانیا آخن اشاره کرد.